# Уолкотт, Оливер
Оливер Уолкотт (англ. Oliver Wolcott; 11 января 1760, Личфилд — 1 июня 1833, Нью-Йорк) — американский государственный деятель, 2-й министр финансов США, 9-й губернатор штата Коннектикут..

## Молодость и образование
Родился в семье Оливера Уолкотта Старшего и Лоры Коллинс Уолкотт. Закончил Йельский университет в 1778 году, позже узучал право в Юридической школе Личфилда и в 1781 году был допущен к адвокатуре.

## Путь к креслу министра финансов США
В 1784 году был назначен специальным уполномоченным в качестве посредника между США и штатом Коннектикут. После занимал должность государственного контролера штата Коннектикут до 1790 года, затем был назначен инспектором казначейства в 1791 году. После ухода в отставку Александра Гамильтона был назначен Джорджом Вашингтоном его преемником на посту министра финансов США в 1795 году.
В 1799 году, уже будучи министром финансов США, спроектировал таможенный флаг США.

## Отставка
Ушел в отставку в 1800 году из-за непопулярности и кампании против него в прессе, в которой, между прочим, он ложно обвинялся в поджоге здания государственного департамента.

## Губернатор Коннектикута
С 1803 до 1815 года занимался частным бизнесом в Нью-Йорке. Позднее вернулся в Личфилд. В 1817 году был избран губернатором будучи кандидатом от Партии Терпимости (выступавшей за разделение штата и конгреационистской церкви), продолжив дело своего отца и деда, оставаясь в этой должности десять лет. Его срок пребывания характеризуется экономическим ростом и умеренной политикой в Коннектикуте.
Кроме того, он был председателем собрания, создавшего новую конституцию штата в 1818 году, изменив положения старого «Чартера» 1662 года.

## Смерть
Оливер Уолкотт умер в Нью-Йорке и предан земле на Восточном Кладбище в Личфилде. Уолкотт был последним из живших членов Вашингтонского Кабинета.